# Sceloporus oberon
Sceloporus oberon (колюча ігуана Оберона) — вид ігуаноподібних ящірок родини фриносомових (Phrynosomatidae). Ендемік Мексики.

## Поширення і екологія
Колючі ігуани Оберона мешкають в горах Східної Сьєрра-Мадре на північному сході країни, від південної Коауїли до центрального Нуево-Леону. Вони живуть в кам'янистих місцевостях і каньйонах в первинних і вторинних сосново-дубових лісах. Зустрічаються на висоті від 2000 до 2377 м над рівнем моря. Є живородними.

## Збереження
МСОП класифікує цей вид як вразливий. Sceloporus oberon загрожує знищення природного середовища. 